# کانتله

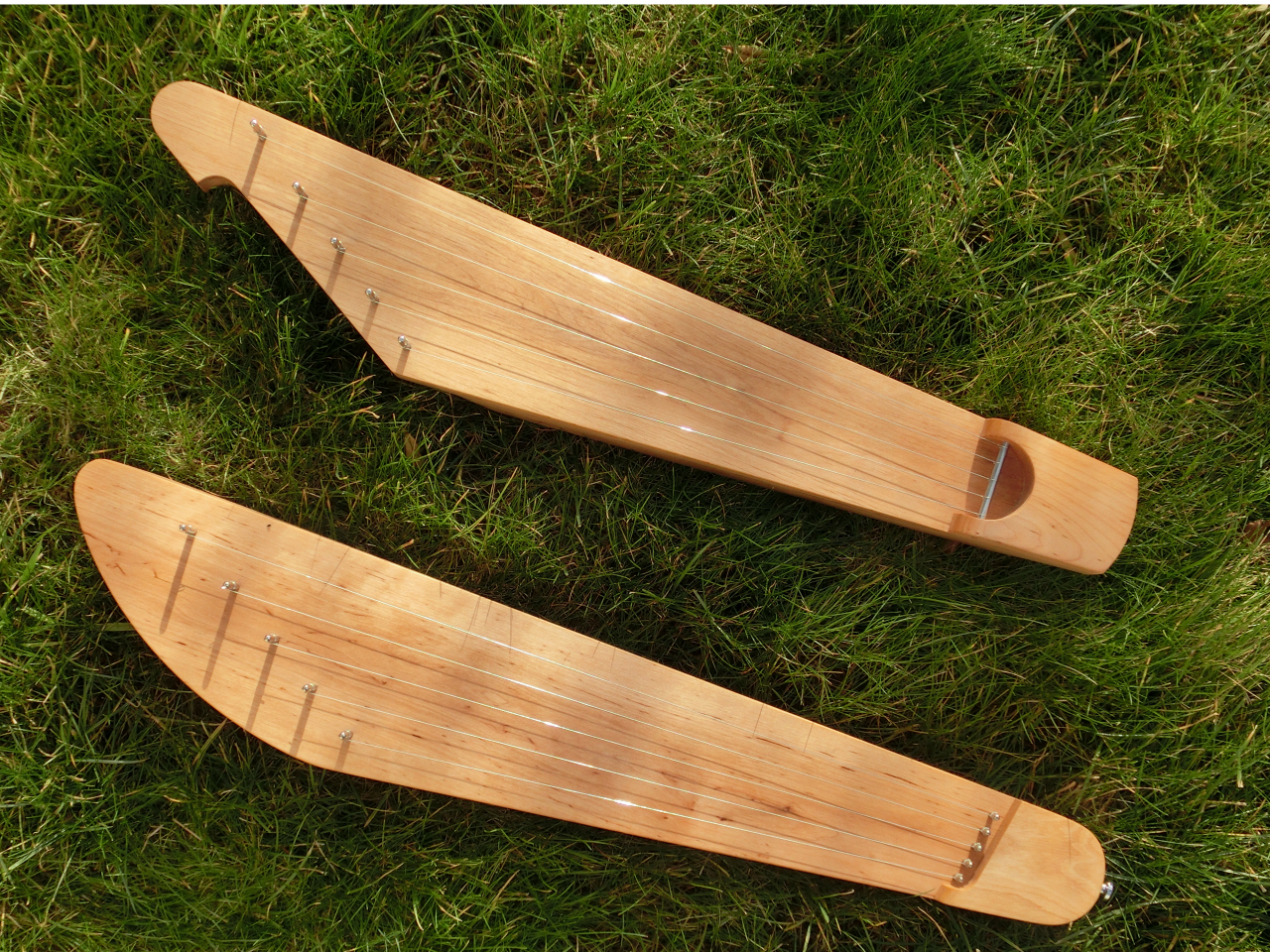
دو کانتله پنج سیم از ملودیا سویتین (۲۰۱۴). شکل کانتله بالایی سنتی‌تر و شکل کانتله زیر کمی مدرن شده‌است.

کانْتِلِه (فنلاندی: [ˈkɑntele]) یا کانِّل (فنلاندی: [ˈkɑn:el]) از سازهای زخمه‌ای سنتی فنلاندی و کارلیایی است که به همراه کانل استونیایی، کوکل لتونی، کانکل لیتوانیایی و گاسلی روسی متعلق به خانواده سازهای زهی جنوب شرقی بالتیک است.

## ساخت و ساز

### کانتله کوچک
سازهای مدرن با ۱۵ سیم یا کمتر معمولاً بیشتر از اشکال سنتی الگوبرداری می‌شوند و بر خلاف کانتل کنسرت مدرن، دسته‌بندی سازهایی را تشکیل می‌دهند که به نام کانتله کوچک شناخته می‌شوند.

قدیمی‌ترین اشکال کانتله دارای پنج یا شش رشته موی اسب و بدنه‌ای چوبی است که از یک تکه تراشیده شده‌است. سازهای مدرن‌تر دارای سیم‌های فلزی و اغلب بدنه‌ای هستند که از چندین قطعه ساخته شده‌است. کانتله سنتی نه خرک دارد و نه شیطانک، سیم‌ها مستقیماً از میخ‌های کوک به یک میله فلزی (واراس) که در براکت‌های چوبی (پونسی) قرار گرفته‌است، کشیده می‌شوند. این چنین ساختاری اگرچه از نظر آکوستیک کارآمد نیست، اما این ساختار بخشی از صدای متمایزساز است.

### کانتل کنسرت
یک کانتل کنسرت مدرن می‌تواند تا ۴۰ سیم داشته باشد. وضعیت نواختن کانتل کنسرت و کانتل کوچک معکوس است: برای یک کانتل کوچک، بلندترین سیم‌های کم‌صدا از بدن نوازنده دورتر هستند، در حالی که برای کانتل کنسرت این طرف ساز نزدیک‌ترین و کوتاه‌ترین سیم است. رشته‌های با صدای بلند در دورترین فاصله قرار دارند. نسخه‌های کنسرت دارای یک مکانیسم سوئیچ (شبیه به اهرم‌های نیمه‌تون در یک چنگ سنتی مدرن) برای ساختن تیز و تخت، یک نوآوری در نوازندگی توسط پل سالمینن در دهه ۱۹۲۰ است.

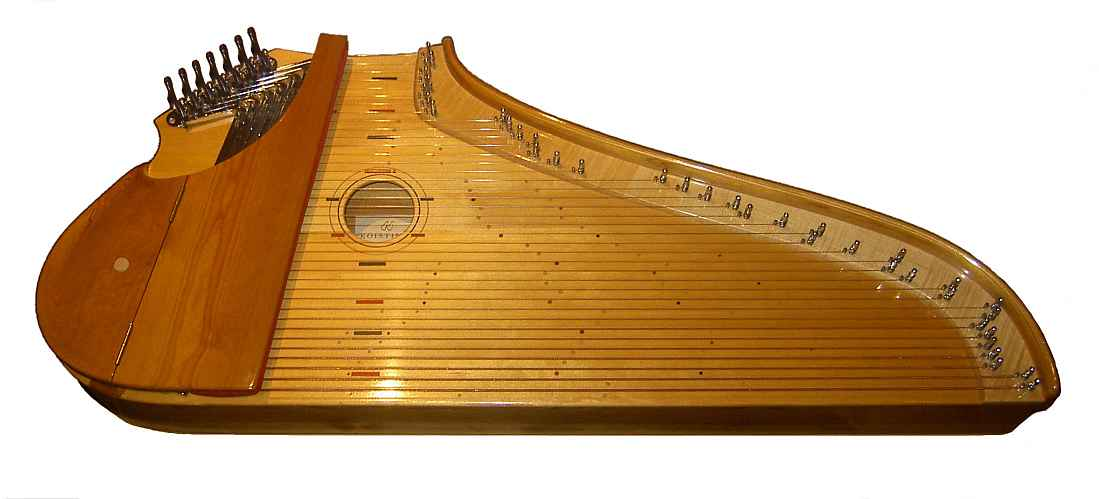
کانتل کنسرت ۳۸ سیم کویستینن

کانتله صدای زنگوله‌ای متمایز دارد. کانتل فنلاندی به‌طور کلی دارای یک گام دیاتونیک است، اگرچه کانتل‌های کوچک با سیم‌های بین ۵ تا ۱۵ اغلب به حالت شکاف کوک می‌شوند، یک سیم هفتم را از دست می‌دهند با کمترین صدایی که تا یک چهارم زیرپایه  کوک می‌شود. نوازنده‌ها کانتل را در دامان خود یا روی یک میز کوچک نگه می‌دارند. دو روش اصلی نواختن وجود دارد، زخمه زدن با انگشتان یا استفاده از ابزاری مثل چوب کبریت به سیم‌ها بدون توقف. کانتل‌های کوچک و کانتل‌های کنسرت دارای رپرتوارهای متفاوت، هرچند مرتبط هستند.

## موسیقی

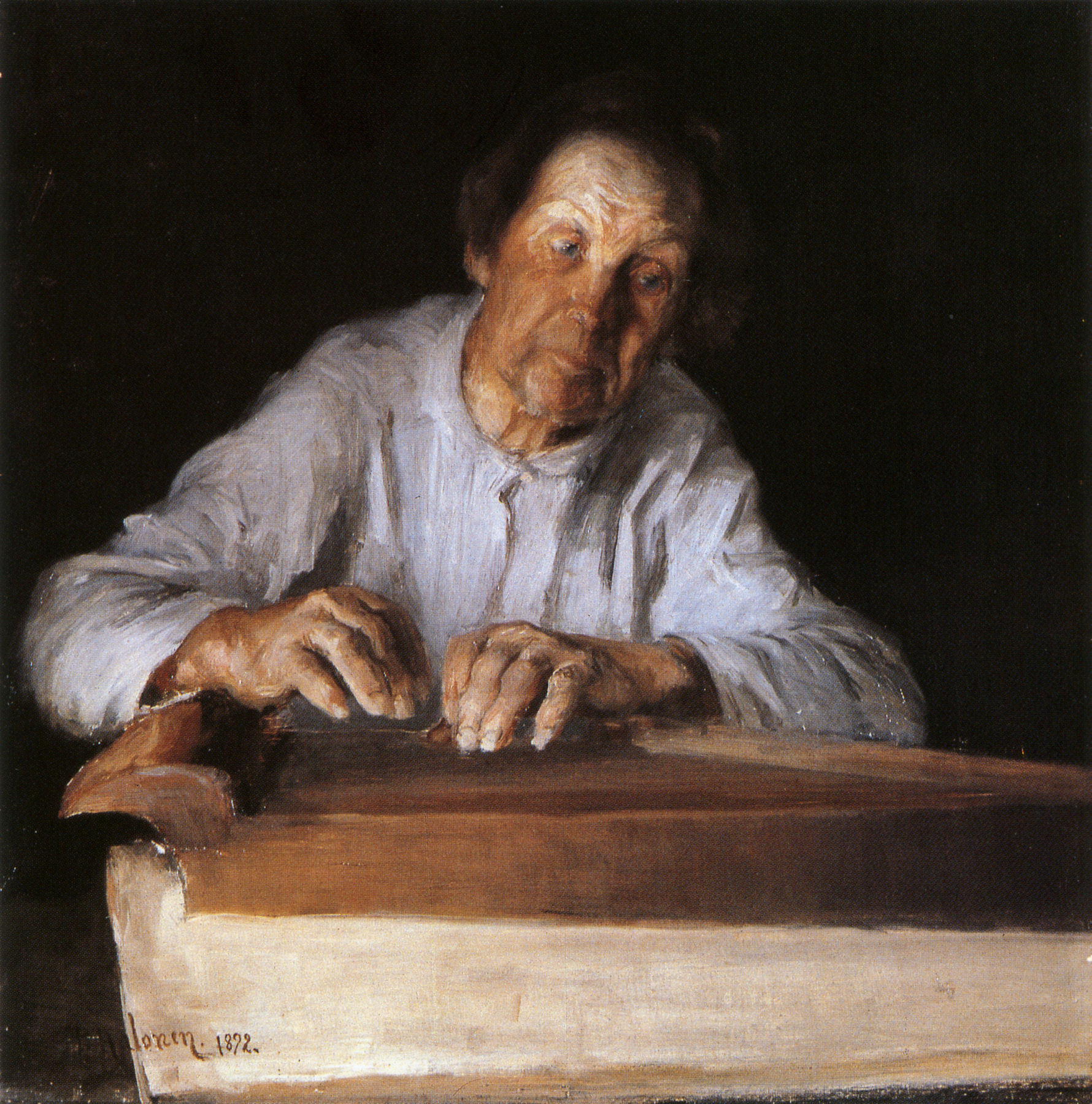
"نوازنده کانتل" اثر پککا هالونن، ۱۸۹۲

از اواسط قرن بیستم، پیشرفت‌های قوی برای کانتله در فنلاند وجود داشته‌است که با تلاش نوازندگان مدرنی مانند مارتی پوکلا در دهه‌های ۱۹۵۰ و ۱۹۶۰ شروع شد. آموزش نواختن ساز از مدارس و مؤسسات موسیقی شروع می‌شود تا هنرستان‌ها و آکادمی سیبلیوس که تنها دانشگاه موسیقی در فنلاند و محل تحقیقات دکتری قابل توجه در موسیقی سنتی، کلاسیک غربی و الکترونیک است. همچنین یک کانتله الکتریک اخیرا توسعه داده‌ شده است که از پیکاپ‌هایی شبیه به گیتارهای الکتریک استفاده می‌کند که در میان نوازندگان هوی متال فنلاندی مانند آمورفیس محبوبیت پیدا کرده‌است. 

## تاریخ افسانه‌ای

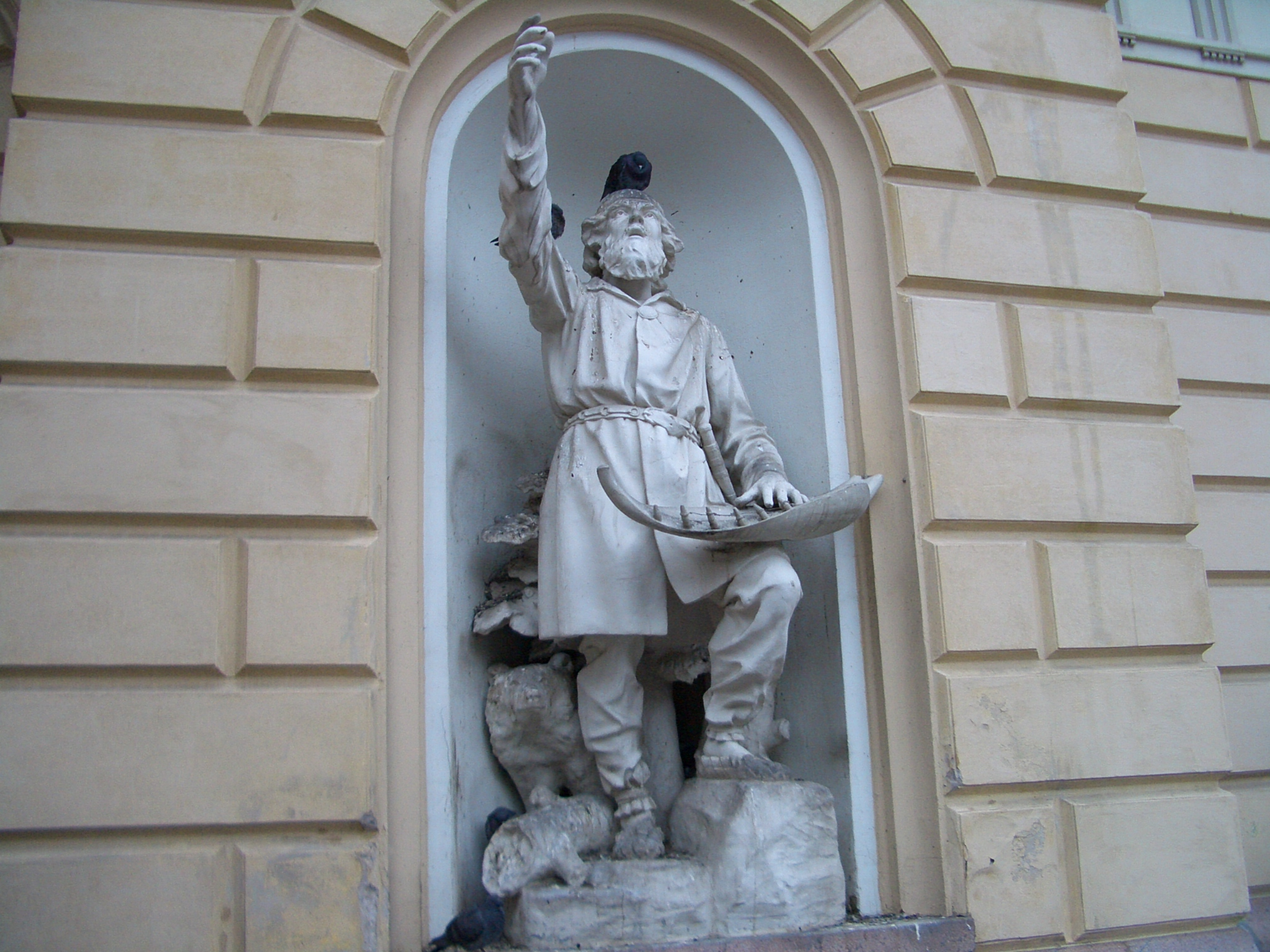
مجسمه رابرت استیگل در سال ۱۸۸۸ در (خانه دانشجویی قدیمی) در هلسینکی، وایناموئینن را با اولین کانتله، ساخته شده از استخوان فک یک اردک‌ماهی غول پیکر، همان‌طور که در حماسه ملی کالوالا گفته شده‌است، به تصویر می‌کشد.

در حماسه ملی فنلاند، کالوالا، جادوگر وایناموئینن اولین کانتله را از استخوان فک یک اردک‌ماهی غول پیکر و چند تار مو از اسب نر هیسی می‌سازد. , متن آهنگ). موسیقی آن همه موجودات جنگل را به شگفتی از زیبایی آن نزدیک می‌کند. مدتی بعد، پس از اندوه از دست دادن کانتله‌اش،  وایناموئینن یکی دیگر از چوب توس می‌سازد که با موهای دختری  بسته شده بود و جادوی آن به همان اندازه عمیق می‌شود. این هدیه‌ای است که جادوگر ابدی هنگام خروج از کالوا در ظهور مسیحیت پشت سر می‌گذارد.

## منابع

سه کانتل در نشان ایلومانتسی